# 安德里·卢宁
安德里·奧萊克西約维奇·卢宁（羅馬化：Andrii Oleksiiovych Lunin；1999年2月11日—），烏克蘭的職業足球員，司職門將，他現在效力於西甲球队皇家馬德里。

## 俱乐部生涯

### 皇家馬德里
盧寧在2022年5月8日對陣馬德里競技的馬德里德比中首次亮相西甲聯賽，當時皇馬以0-1告負。

## 国際賽生涯
2018年3月23日，在与沙特阿拉伯的友谊赛中，19岁的卢宁完成了他的乌克兰国家队首秀。

## 榮譽

### 俱樂部
皇家馬德里
- 西班牙足球甲级联赛冠軍：2021–22[3]、2023–24
- 西班牙國王盃冠軍：2022–23 [4]
- 西班牙超級盃冠軍：2021–22 [5]、2023–24 [6]
- 欧洲冠军联赛冠军：2021-22[7]、2023–24
- 歐洲超級盃冠军：2022、2024
- 國際足總俱樂部世界盃冠军：2022 [8]

### 國家隊
烏克蘭 U20
- 國際足協U-20世界盃：2019[9]

### 個人
- 烏克蘭黃金人才獎：2017
- 國際足協U-20世界盃金手套： 2019[10]

## 外部連結
- 安德里·卢宁在BDFutbol中的档案
- Soccerway資料庫：安德里·卢宁